# Morfinisten
Morfinisten er en dansk stum dramafilm produceret af Det Skandinavisk-Russiske Handelshus ("SRH") og instrueret af Louis von Kohl efter manuskript af hans søster, Lily van der Aa Kühle. Filmen, der er den første spillefilm produceret af SRH, er et drama om kærlighed, svig og morfinisme.
Filmen havde dansk biografpremiere den 17. april 1911 i Kosmorama og blev distribueret i USA og i flere europæiske lande.

## Handling
Bondepigen Mary forføres af den sleske, morfinafhængige børsspekulant John Robert og rejser med ham til København. Intetanende om både hans afhængighed og hans status som familiefar drømmer Mary om et storslået bryllup. Da sandheden kommer for dagen, forlader hun straks svindleren. Men der går ikke længe, før skæbnen tilbyder hende en mulighed for hævn.

## Medvirkende
- Lilli Beck, som Mary, en lille pige fra landet
- Robert Schmidt, som Lord Mac Duncan
- Albrecht Schmidt, som	John Robert, børsspekulant
- Karen Linddahl, En danserinde
- Fr. E. Jacobsen, En anden danserinde
- Alfred Cohn, som Abraham Podaisky, buntmager
- Peter Fjelstrup
- Mathilde Fjelstrup
- Vera Fjelstrup, om Ella, børsspekulantens datter
- Richard Jensen
- Einar Zangenberg
- Robert Svendsen, som Sundflyveren